# 타이찐
타이찐(베트남어: Thái Trinh / 泰貞 태정 / 1504년 6월 ~ 12월)은 베트남 후 레 왕조(後黎朝) 숙종(肅宗) 레투언(黎㵮)의 연호이다.

## 개원
- 까인통(景統) 7년 6월 6일[1](율리우스력 1504년 7월 17일)에 연호를 타이찐(泰貞)으로 개원함.[2][3]

- 타이찐(泰貞) 원년 12월 14일[4](율리우스력 1505년 1월 18일)에 연호를 도안카인(端慶)으로 정하고, 다음 해 1월 1일[5](율리우스력 1505년 2월 4일)에 개원함.[2][3]

## 연대 대조표
| 타이찐 | 서기(西紀) | 간지(干支) | 명나라 연호     |
| 원년   | 1504년     | 갑자(甲子) | 홍치(弘治) 17년 |

## 동시대 연호

### 중국
명(明)
- 홍치(弘治) (1488년 ~ 1505년)

### 일본
- 에이쇼(永正) (1504년 ~ 1521년)

## 같이 보기
- 베트남의 연호